# Сплошь и рядом
«Сплошь и рядом» — десятый студийный альбом группы Монгол Шуудан, записанный в 2003 году и выпущенный годом позже Фирмой грамзаписи «Никитин». Альбом примечателен тем, что в нём нет ни одной песни про анархию и гражданскую войну (именно эти темы являются основной тематикой песен группы). В альбоме цитируются известные мелодии, а в текстах множество карикатурных зарисовок из жизни алкоголиков, наркоманов и проституток с активным использованием ненормативной лексики.

## Список композиций
Слова и музыка всех песен — Валерий Скородед, кроме отмеченных.
| №   | Название                                      | Длительность |
| --- | --------------------------------------------- | ------------ |
| 1.  | «Сопля»                                       | 2:37         |
| 2.  | «Пляж»                                        | 2:55         |
| 3.  | «Водка без пива»                              | 2:57         |
| 4.  | «Два товарища» (музыка - Евгений Птичкин)     | 2:43         |
| 5.  | «Где-то за морем»                             | 3:06         |
| 6.  | «Гастроли»                                    | 3:58         |
| 7.  | «Тамада» (музыка народная)                    | 3:31         |
| 8.  | «Про любовь» (Сергей Жариков)                 | 2:55         |
| 9.  | «Проститутка Манька» (музыка народная)        | 2:29         |
| 10. | «Песня о друзьях»                             | 3:50         |
| 11. | «Кондуктор» (музыка — Эдуардо ди Капуа)       | 3:51         |
| 12. | «Ты гречку выдаёшь за манку» (Сергей Жариков) | 4:21         |
| 13. | «Конвейер»                                    | 2:19         |
| 14. | «Москва колбасная» (Сергей Жариков)           | 2:40         |
| 15. | «Лошадка» (музыка — Sławomir Kowalewski)      | 3:30         |
| 16. | «Шизгара» (музыка — Робби ван Леувен)         | 2:53         |
| 17. | «Теремок»                                     | 3:14         |

В альбоме несколько кавер-версий и заимствованных мелодий:
- Песня «Два товарища» — отсылка к песне из кинофильма «Служили два товарища» 1968 года (композитор Евгений Птичкин, слова народные)
- Песня «Тамада» является кавер-версией ирландской народной песни «Whiskey in the Jar», которую исполняли многие известные музыканты, в числе которых Thin Lizzy, Metallica, U2.
- Песни «Про любовь», «Ты гречку выдаёшь за манку», «Москва колбасная» являются кавер-версиями одноимённых песен группы ДК.
- Мотив песни «Кондуктор» — отсылка к неаполитанской песне «’O Sole Mio».
- Мотив песни «Лошадка» — отсылка к песне «Лайди», которую исполняли несколько ансамблей («Акварели», «Весёлые ребята» и другие), которая, в свою очередь, является русскоязычной версией песни «Przy dolnym mlynie» польского ансамбля Trubadurzy[пол.].
- Песня «Шизгара» является кавер-версией песни «Venus» голландской группы Shocking Blue.

## Участники записи
- Валерий Скородед — вокал, гитара, акустическая гитара
- Вячеслав Ядриков — бас-гитара, бэк-вокал
- Алексей Быков — барабаны, перкуссия
- Вадим Котельников — гитара, бэк-вокал
- Эдуард Теноров — клавишные, бэк-вокал